# Svezia agli VIII Giochi olimpici invernali
La Svezia partecipò agli VIII Giochi olimpici invernali, svoltisi a Squaw Valley, Stati Uniti, dal 18 al 28 febbraio 1960, con una delegazione di 47 atleti impegnati in sei discipline.

## Medagliere

### Per discipline
| Sport                   | Oro | Argento | Bronzo | Totale |
| ----------------------- | --- | ------- | ------ | ------ |
| Sci di fondo            | 2   | 2       | 1      | 5      |
| Biathlon                | 1   | 0       | 0      | 1      |
| Pattinaggio di velocità | 0   | 0       | 1      | 1      |
| Totale                  | 3   | 2       | 2      | 7      |

### Medaglie
| Medaglia | Atleta                                        | Sport                   | Evento              |
| -------- | --------------------------------------------- | ----------------------- | ------------------- |
| Oro      | Klas Lestander                                | Biathlon                | -                   |
| Oro      | Sixten Jernberg                               | Sci di fondo            | 30 km maschile      |
| Oro      | Irma Johansson Britt Strandberg Sonja Edström | Sci di fondo            | Staffetta femminile |
| Argento  | Sixten Jernberg                               | Sci di fondo            | 15 km maschile      |
| Argento  | Rolf Rämgård                                  | Sci di fondo            | 30 km maschile      |
| Bronzo   | Kjell Bäckman                                 | Pattinaggio di velocità | 10000 m maschile    |
| Bronzo   | Rolf Rämgård                                  | Sci di fondo            | 50 km maschile      |